# Comisión de Investigaciones Científicas
La Comisión de Investigaciones Científicas (CICPBA) es el organismo dedicado a la promoción de la ciencia y la tecnología en la provincia de Buenos Aires, Argentina.

## Historia
La CIC fue creada el 5 de diciembre de 1956 a través del decreto 21.996. Su primer presidente fue Héctor Isnardi, doctor en física especializado en espectroscopía. La Comisión fue creada con el objeto de lograr el progreso de la provincia en los sectores productivos (industria y agricultura), educación, salud pública y cultura.
El edificio central de la CIC se inaugura en octubre de 1960 en el barrio de Tolosa, en La Plata. Ese mismo año se crea el Instituto de Biología Marina (posteriormente llamado Instituto Nacional de Investigación y Desarrollo Pesquero, INIDEP) con apoyo de la CIC. En noviembre la Comisión adquiere el primer microscopio electrónico de Sudamérica para su uso en el Instituto de Virología.

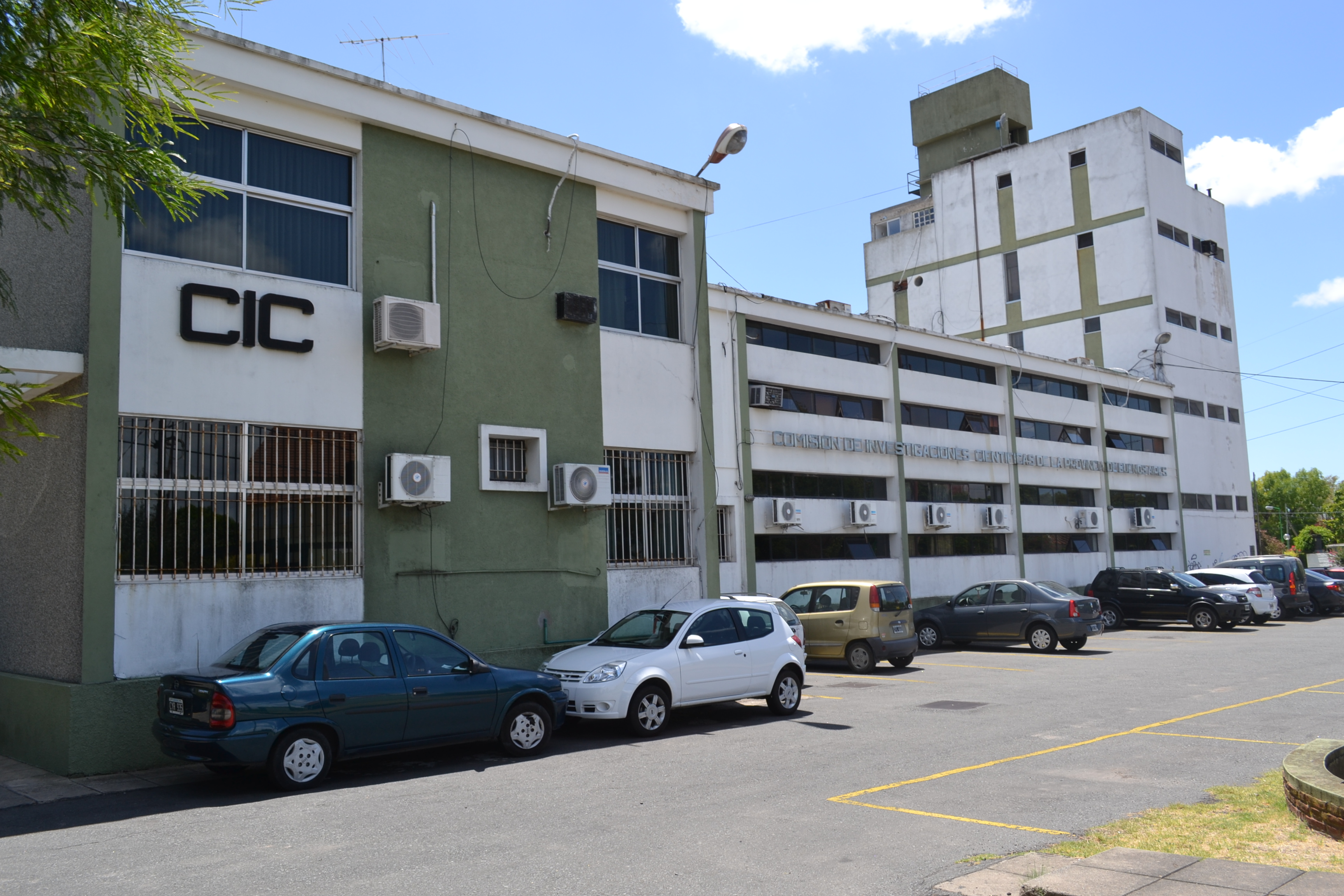
Edificio de la Comisión de Investigaciones Científicas de la Provincia de Buenos Aires en La Plata.

Durante los años 1970, se crean diversos centros de investigación: el Instituto de Investigaciones Físico-Químicas Teóricas y Aplicadas (INIFTA), el Centro de Investigación y Desarrollo en Tecnología de Pinturas (CIDEPINT), el Centro de Investigaciones y Desarrollo en Criotecnología de Alimentos (CIDCA), el Centro de Investigaciones Ópticas (CIOp), el Centro de Investigación y Desarrollo de Fermentaciones Industriales (CINDEFI), el Centro de Investigaciones de Tecnología Pesquera (CITEP), el Centro de Tecnología de Recursos Minerales y Cerámica (CETMIC) y el Instituto Multidisciplinario de Biología Celular (IMBICE). Hacia fines de la década el Laboratorio de Ensayo de Materiales e Investigaciones Tecnológicas (LEMIT) fue transferido a la CIC mediante el Decreto 1476/79.
En la década de 1980, la CIC crea las carreras de Investigador Científico y Personal de Apoyo a la Investigación, siguiendo el modelo de CONICET. A su vez el perfil de la Comisión comenzó a centrarse en la actividad productiva de industria, en especial apoyando a la industria.

## Recursos humanos

#### Becas
- Becas de Entrenamiento para alumnos universitarios
- Becas Doctorales
- Becas Postdoctorales

### Carreras científicas y profesionales
- Carrera del Investigador Científico y Tecnológico. Tiene 5 niveles: Investigador Asistente, Adjunto, Independiente, Principal y Superior.
- Carrera del Profesional de Apoyo a la Investigación
- Investigadores Asociados que son docentes universitarios con dedicación a la investigación en sus Universidades

## Proyectos y programas
- Proyectos de Innovación y Transferencia en Áreas Prioritarias de la Pcia. de Bs. As.
- Proyectos de Investigación Orientados
- Proyectos de Fortalecimiento Centros CIC
- Programa de vinculación con Escuelas
- Apoyo al desarrollo de reuniones científicas en las Universidades de la Provincia (Congresos y Jornadas).
- Apoyo al desarrollo y edición de publicaciones científicas periódicas desde el sistema científico-tecnológico de la Provincia.
- Apoyo a la participación en Congresos y reuniones científicas  de Investigadores CIC (propios y asociados).
- Programa de Modernización Tecnológica
- Programa de Crédito Fiscal